# Paulo Magalhães
Paulo Sérgio Paranhos de Magalhães (Salvador, 28 de novembro de 1952) é um administrador de empresas e político brasileiro.

## Biografia
Cursou o Primário nas Escolas Aragão Carneiro e Pequeno Príncipe em 1964 e o Secundário no Colégio Severino Vieira em Salvador de 1971. Formou-se em Administração de Empresas, pela Escola de Administração de Empresas da Bahia de Salvador em 1975. Especializou-se em Administração Hospitalar pela Universidade de Nova Iorque, nos Estados Unidos de 1973 a 1974.
Foi eleito deputado estadual pelo Partido da Frente Liberal (PFL), de 1991 a 1995, reelegendo-se entre 1995 a 1999. Foi eleito Deputado federal pelo Partido da Frente Liberal (PFL), de 1999 a 2003. Reeleito Deputado federal pelo Partido da Frente Liberal (PFL), de 2003 a 2007. Com a mudança do PFL para o Democratas (DEM), disputou sua última eleição pelo partido pelo qual ingressou na política em 2010, sendo reeleito para a legislatura entre 2011 e 2015. Co-fundador do Partido Social Democrático (PSD), sigla que adota desde 2011, reelegeu-se deputado federal nas eleições de 2014, cumprindo mandato entre 2015 e 2019.
Na política desde 1991, é um dos políticos mais influentes e longevos do Brasil.
É pai de três filhos: Paulo Sérgio Paranhos de Magalhães Júnior, Ângelo Mário Peixoto de Magalhães Neto e Pedro Paulo Paranhos de Magalhães.
Foi presidente do Esporte Clube Vitória, entre 1978 e 1979.
Em abril de 2017 votou a favor da Reforma Trabalhista. Em agosto de 2017 votou a favor do processo em que se pedia abertura de investigação do então Presidente Michel Temer.